# Apple A12X
Apple A12X Bionic è la variante di Apple A12 Bionic, presentato nel keynote del 30 ottobre 2018, per iPad Pro di terza generazione 11" pollici (1ª gen.) e iPad Pro 12,9" pollici.

## Caratteristiche

### Dettagli
Di seguito le novità rilevanti:
- 8 MB di memoria Cache L2

### CPU
La CPU (in architettura ARM) è dotata di:
- 4 Core per la prestazione (denominati Vortex)
- 4 Core per l'efficienza (denominati Tempest)

### GPU
La GPU (Graphic Processing Unit, architettura proprietaria Apple) è dotata di:
- 7 Core per elaborazioni grafiche

### NPU
La NPU (acceleratore IA, in architettura proprietaria Apple) è dotata di:
- 8 Core in grado di svolgere fino a 5.000 miliardi di operazioni al secondo

Apple A11 Bionic disponeva di solo 2 Core che svolgevano al massimo 600 milioni di operazioni al secondo
Quest'ultimo è progettato per specifici algoritmi di machine learning e consente il funzionamento del Face ID e degli Animoji. Il processore è in grado di supportare la realtà aumentata grazie al ARKit di cui è dotato.

### ISP
La ISP (Image Signal Processor, in architettura proprietaria Apple) è stata perfezionata per analizzare meglio la profondità della scena e catturare immagini in modo più dettagliate (in modalità Ritratto), oltre a elaborare ancora più dati raccolti dal sensore della fotocamera con la funzione Smart HDR (dove sarà notabile una gamma dinamica molto più ampia nelle foto).

### RAM
La RAM (Random Access Memory) è di tipo LPDDR4X SDRAM, 2133 MHz di frequenza, 68,2 GB/sec HMB e a 128 bit Dual-Channel, dalla capacità seguente:
- 4 GB (iPad con capacità fino a 512 GB)
- 6 GB (iPad con capacità da 1 TB)

## Dispositivi predisposti
- iPad Pro 11" (terza generazione) (1ª gen.)
- iPad Pro 12.9" (terza generazione)
- Apple TV 4K (seconda generazione)

## Confronto tra A12, A12X e A12Z
|               |               | A12 Bionic  | A12X Bionic | A12Z Bionic |
| ------------- | ------------- | ----------- | ----------- | ----------- |
| Area          | Area          | 83,27 mm2   | 118,5 mm2   | 118,5 mm2   |
| N° Transistor | N° Transistor | 6,9 mld     | 9,8 mld     | 9,8 mld     |
| N° Core       |               |             |             |             |
| CPU           | 6 (2+4)       | 8 (4+4)     | 8 (4+4)     |             |
| GPU           | 4             | 7           | 8           |             |
| NPU           | 8             | 8           | 8           |             |
| RAM           |               |             |             |             |
| DRAM          | 3/4 GB        | 4/6 GB      | 6 GB        |             |
| HMB           | 34,1 GB/sec   | 68,2 GB/sec | 68,2 GB/sec |             |
| Channel       | 64 bit        | 128 bit     | 128 bit     |             |